# 黒い未亡人
黒い未亡人（くろいみぼうじん、露：Шахидка、英：Shahidka）は、チェチェン紛争により家族を失った女性たちにより組織されたイスラーム主義組織、またはその構成員のジハードのための女性自殺攻撃員。ブラック・ウイドウ、ブラック・ウィドーなどとも呼ばれるが、ブラック・ウイドウはクロゴケグモを指すことが多い。2002年のモスクワ劇場占拠事件で有名になった。「黒の未亡人」と表記されることもある。
チェチェン独立派指導者のシャミル・バサエフは自ら、50人以上の女性自殺攻撃員を育成したと発言している。